# Geneng (Jepon)
Geneng is een bestuurslaag in het regentschap Blora van de provincie Midden-Java, Indonesië. Geneng telt 2218 inwoners (volkstelling 2010).